# 為せば成る
為せば成る（なせばなる）は、古代中国からのことわざ。

## 概要
どんなことでも強い意志を持って取り組んだならば、成し遂げることができるということを意味する。

### 歴史

#### 中国
書経太甲下に、慮らなければ何を獲ることができるのだろうか、為さなければ何を成すことができるのだろうかというようなことが書かれており、物事とは思慮を十分にめぐらし、進んで実行するということが大切であるということが説かれている。これは殷の宰相である伊尹が太甲に進言した言葉であった。

#### 日本

##### 武田信玄
武田信玄によって詠まれたものの中に、為せば成る事柄であり為さなければ成らない事柄を成らないであろうと捨てる者はむなしいというようなことを意味する歌がある。この歌では努力をしないで諦めてしまう人の気持ちを戒めている。

##### 上杉治憲
上杉治憲によって読まれたものの中には、何事も為せば成るし為さなければ成らないのであり、人間の駄目なところは為さないことであるというようなことを意味する歌がある。現代の日本においてのことわざである為せば成るは、上杉治憲のこの歌が出典であると広く知られている。上杉治憲は18世紀の米沢藩の藩主であり、破綻した藩の財政を立て直した人物として知られる。この詠まれた歌は家臣に対して教訓として与えられた言葉であり、何事も努力すれば実現するのであり、実現していないのは努力していないからであるということを伝えている。上杉治憲は長男の上杉顕孝への藩主としての教育に情熱を注ぐ。1785年に上杉顕孝は跡継ぎとなる。この時に上杉治憲は上杉顕孝の周りに仕える家臣に対して14か条の壁書を示して、この歌を添えていた。上杉治憲の住んでいた餐霞館は明治より公園となり、1970年に上杉治憲が初入部して200年を記念して庭園が整備され、歌が刻まれた顕彰碑が建てられる。